# Akciabrski
Akciabrski (belarusiska: Акцябрскі; Kastrytjnіtskі är ett äldre namn) är ett samhälle i Belarus. Den ligger i distriktet Smaljavitjy rajon och voblasten Minsks voblast, i den centrala delen av landet, 40 km öster om huvudstaden Minsk. Akciabrski ligger 185 meter över havet och antalet invånare är 2 300.

## Natur
Terrängen runt Akciabrski är platt, och sluttar österut. Närmaste större samhälle är Zjodzina, 10,9 km nordost om Akciabrski.